# Tetrisia roseifer
Tetrisia roseifer là một loài bướm đêm trong họ Noctuidae.